# Ivan Mamut
Ivan Mamut (Spalato, 30 aprile 1997) è un calciatore croato, attaccante del Varaždin.

## Carriera
Il 1º luglio 2018 viene acquistato a titolo definitivo dalla squadra croata dell'Inter Zaprešić, con cui fa il proprio debutto professionistico.
Dopo aver giocato per diverse squadre in giro per la Croazia e la Romania, il 4 gennaio 2023 si trasferisce in Malaysia al Terengganu.

## Palmarès

### Club

#### Competizioni nazionali
- Coppa di Romania: 1

U Craiova: 2020-2021